# Caíto

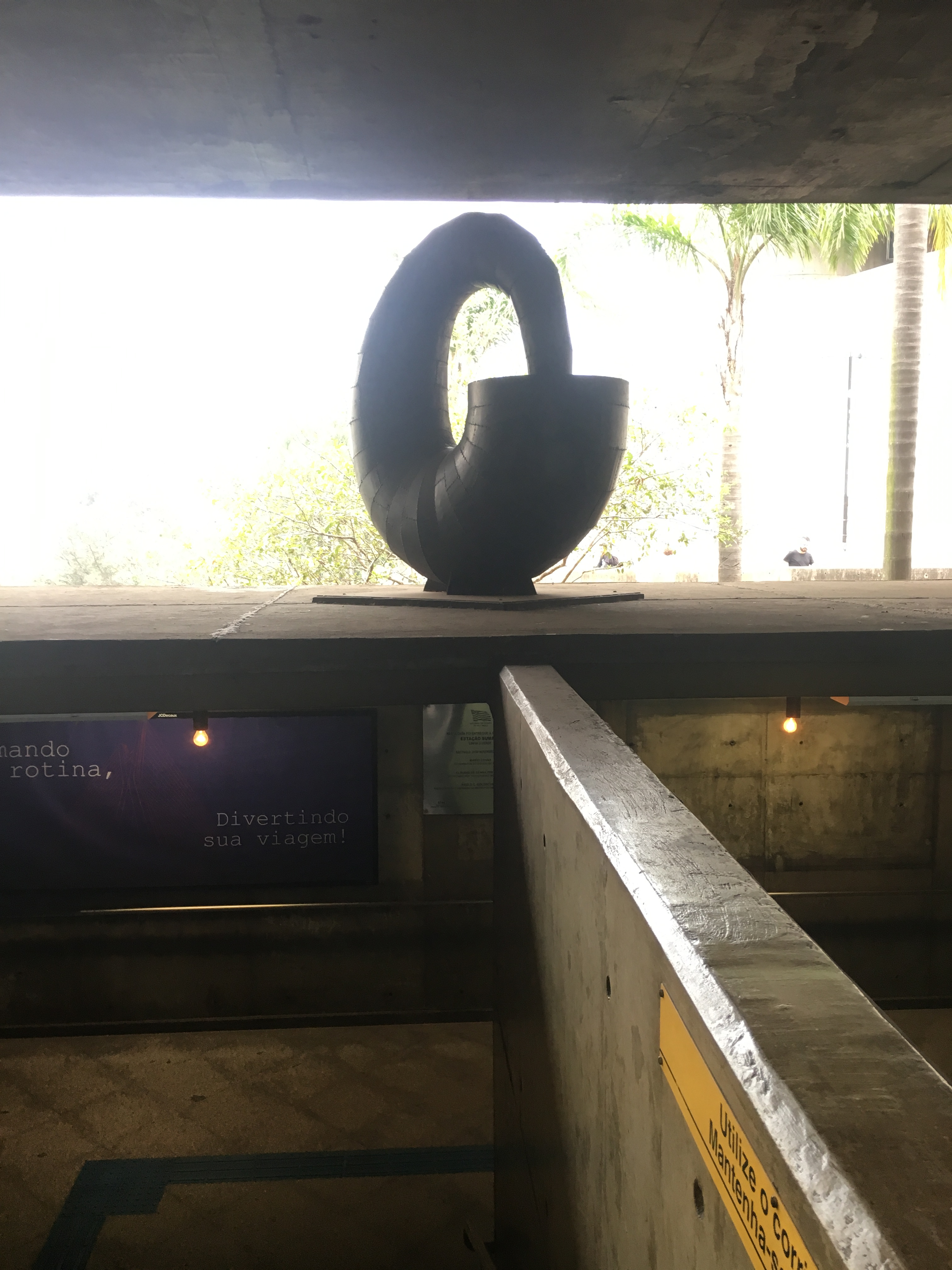
Sem Título (1995), escultura de Caíto exposta na estação Sumaré.

Luiz Carlos Martinho da Silva, mais conhecido como Caíto (São Paulo, 1952), é um desenhista, escultor e arquiteto brasileiro cujos trabalhos já figuraram em mais de cinquenta exposições no país.
| “                                                                         | Caíto sempre teve a intenção de explorar em suas esculturas aspectos como o interno e o externo, frente e verso, em cima e embaixo, fechamento e abertura, ritmo, equilíbrio, oscilação, movimento e estática. A peça do acervo do Metrô tem forma tronco-cônica e seu diâmetro vai diminuindo à proporção que ela descreve um círculo em torno de si mesma, terminando onde começa e criando um sugestivo espaço interno. A peça, segundo Caíto, sugere um movimento de interiorização, na medida em que se expande dirigindo-se para si mesma. | ” |
| — Enock Sacramento, crítico de arte e curador, em seu livro Arte no Metrô | |   |

## Obras
- Sem título (no Metrô Sumaré)
- Sem título (no Jardim da Luz)